# Ростова Наталія Миколаївна
Наталія Миколаївна Ростова (17 грудня 1964 року, м. Оха, Сахалінська область, РФ) — директор-художній керівник Житомирського академічного українського музично-драматичного театру ім. І. А. Кочерги. Заслужений працівник культури України (2015)

## Життєпис
- у 1991 році закінчила Київський інститут народного господарства за спеціальністю «Статистика», кваліфікація «Економіст»;
- у 2017 році закінчила Національну академію керівних кадрів культури і мистецтв за спеціальністю «Сценічне мистецтво».

Трудова діяльність:
- З 1985—1995 рр. — фонотекар, випускного цеху, начальник цеху відео забезпечення Державної телерадіокомпанії України в м. Київ;
- З 2001—2005 рр. — помічник народного депутата України П. І. Жебрівського;
- З 2004—2005 рр. — головний спеціаліст ЗАТ «Фармація-2000»;
- З 2005 р. — по теперішній час- генеральний директор КП Житомирський академічний український музично-драматичний театр ім. І. А. Кочерги. У 2018 році рішенням сесії Житомирської обласної ради посаду змінено на директор-художній керівник театру.

## Відзнаки
- Заслужений працівник культури України (2015).
- Неодноразово відзначена почесними грамотами, дипломами та подяками Житомирської Обласної державної адміністрації, Житомирської Обласної ради, Житомирської Міської ради, Міністерства культури і мистецтв України